# Confession (nouvelle)
Pour les articles homonymes, voir Confession (homonymie).
Confession (en russe : Ispoved) est une nouvelle d’Anton Tchekhov, parue en 1883.

## Historique
Confession est initialement publiée dans la revue russe Le Spectateur no 5, du 19 janvier 1883, sous le pseudonyme A. Tchekhonte.  Nouvelle aussi traduite en français sous le titre La Confession.

## Résumé
Grégoire Kouzmitch est un jeune homme qui vient d’être nommé caissier. Il confesse que depuis il voit la vie en rose. Tout le monde devient aimable et prévenant envers lui : il est invité chez un supérieur hiérarchique, Kazounov, alors que la veille encore celui-ci ne le regardait à peine.
Sa mère est aux petits soins pour lui et s’étonne qu’il ne dépense pas plus. Son père commande une pelisse et achète du raisin en hiver. Son frère, avec qui il était brouillé depuis des années, lui écrit un mot d’excuse et, la semaine suivante, lui enjoint de lui envoyer un mandat de cent roubles.
La fille de Kazounov s’étonne de sa timidité, alors qu’elle riait de lui il y a encore peu. Il l'épouse et prend de plus en plus d’argent dans la caisse pour entretenir sa femme, sa belle-famille et sa famille.
La veille de l’arrivée de l’inspecteur, il donne une grande fête. Tout le monde rigole de lui, mais personne n’oublie de lui emprunter de l’argent.
Fin de la confession depuis la prison.

## Édition française
- La Confession, dans Œuvres de A. Tchekhov 1883, traduit par Madeleine Durand et Édouard Parayre, Les Éditeurs Français Réunis, 1952, numéro d’éditeur 431.